# Huta (rejon złoczowski)
Huta (ukr. Гута) – wieś na Ukrainie, w obwodzie lwowskim, w rejonie złoczowskim. W 2001 roku liczyła 244 mieszkańców.
Do 1946 roku wieś nosiła nazwę Huta Połoniecka.
W II Rzeczypospolitej do 1934 roku wieś stanowiła samodzielną gminę jednostkową w powiecie kamioneckim w woj. tarnopolskim. W związku z reformą scaleniową została 1 sierpnia 1934 roku włączona do nowo utworzonej wiejskiej gminy zbiorowej Grabowa w tymże powiecie i województwie. 
W latach 1943–1944 wieś była jedną z placówek silnego ośrodka polskiej samoobrony, tzw. "trójkąta" Maziarnia Wawrzkowa-Grabowa-Huta Połoniecka. Ośrodek został całkowicie zniszczony w kwietniu-maju 1944 roku przez współpracujące ze sobą jednostki niemieckie i UPA. Hutę Połoniecką spalili Niemcy a jej ludność wywieźli. 
Po wojnie wieś weszła w struktury administracyjne Związku Radzieckiego. Część polskich mieszkańców Huty została przesiedlona do Szonowa koło Prudnika.
Do 19 lipca 2020 r. w rejonie buskim. 